# Алхимия
Алхимията (арабски: الخيمياء, al-khimia) е названието на химията преди и в процеса на навлизането ѝ в научния ѝ период.
Практикувана в Древността (Египет) и Средновековието (предимно в Арабския халифат и в Западна Европа) до около XVII век.
Алхимичните традиции най-общо са навлезли в Средновековна Европа от арабския свят, но се наблюдават първо в херметизма, даоизма, индуизма и други течения.
Често алхимията е била третирана като магьосничество, а в по-късни времена (XIX – XXI век) – като лъженаука.

## Предмет на алхимията

### Веществени търсения
Обикновено се приема, че целта ѝ е била превръщането на неблагородни метали в злато, получаване на т.нар. Еликсир на живота, или откриване на т.нар. Философски камък (който превръща металите в злато и лекува), а също и лечение на болести, включително постигане на дълголетие и осигуряване на безсмъртие. Някои алхимици откриват редица химични съединения, които са се оказали от голямо значение за развитието на химията и медицината. Но така и не постигат двете си основни цели – откриването (поне не и като материална субстанция) на Философския камък и Еликсира на живота.

### Духовни интереси
Слабо известно е значението на Еликсира на живота и Философския камък като символи, но малцината посветени, боравещи – в този смисъл – с тези понятия, са знаели, че Еликсирът е обозначение на пречистената душа, а Камъкът – на духовния принцип в човека. Описваните от тях химични процеси най-често говорят за психични трансформации у човека, който набавя в себе си нужното състояние (Еликсира на живота), за да придобие възприемчивост за директното въздействие от страна на своето ядро – духовното начало (Философския камък). Истинското преобразуване е наричано „Великото дело“ (Opus Magnum), което използва за описание на своите фази цветовете: черно, бяло, жълто и червено (nigredo, albedo, citrinitas, rubedo). Жълтото и червеното са фазите на „златото“, а черното и бялото са началната и крайна фаза на пречистването. Използват се също и разделения на химически фази, като най-популярни са системите от 7 и 12 фази (съществуват известни различия в наименованията им при различните алхимици).

## Етимология
Думата „алхимия“ идва от арабското al-kīmiya или al-khīmiya (الكيمياء или الخيمياء, срв. също персийското kimia, което означава „злато“), което вероятно е оформено от определителния член „ал-“ и гръцкото „хемея“ (χημεία). То от своя страна се смята за свързано с гръцките думи „хееин“ („изливам“) и „хумея“ – „смесвам“, „сплавям“, „свързвам“. 
Освен това се смята, че едно от древните названия на Египет е Кем, и се предполага, въз основа на това, че „алхимия“ е била наречена науката, дошла „от Египет“. Един декрет на император Диоклециан, написан около 300 г. на гръцки език, заклеймява „древните писания на египтяните, които разказват за khēmia-та трансмутацията на златото и среброто“.

## Известни алхимици
Арабските алхимици (например живелия през IX – X век Абу Бакр Мухаммад ибн Зекария ал-Рази) правят редица важни открития, но се опитват да пазят своите методи и резултати в тайна (или ги споделят/предават на ограничен кръг от хора), защото осъзнават, че откритията им може да имат огромно значение. Те постигат много в областта на металургията и създават редица сплави, бои, тинктури и есенции, откриват процеса на дестилация. По подобен начин и много от достиженията на европейските алхимици не са получили широка гласност или са били напълно загубени със смъртта им.
Сред западноевропейските учени, занимавали се с въпросите алхимията (в някои случаи – и с алхимически, или вече с химически, експерименти) са:
- Алберт Велики
- Роджър Бейкън
- Реймонд Лули
- Парацелз – едни от най-съдържателни алхимични трудове са тези на Парацелз.
- Християн Розенкройц
- Йохан Валентин Андре – под това име излиза произведението от началото на XVI век „Алхимичната сватба на Християн Розенкройц“, в което с една по-директна символика се говори за превръщането у човека на неблагородното в благородно.
- Исак Нютон
- Никола Фламел
- Якоб Бьоме
- Йохан Валентин Андре
- Донякъде, но не съвсем точно, и Карл Юнг е разпознал символиката на алхимиците в своите изследвания, които обръщат сериозно внимание на тази тематика.

## Загадки на алхимията
- Философският камък
- Еликсирът на живота
- Студена светлина – В някои алхимични трактати се споменава за „Вечната светлина“, способна да свети с векове и толкова студена, че може да се пипа с ръка. Съществува версия, според която тълкуванията на тези твърдения, според които алхимиците са открили някакво вещество или минерал, който денем се зарежда, а вечер свети със собствен блясък, са повърхностни, а всъщност става въпрос за символ, който насочва към основата на живота, свързваща всичко съществуващо на най-дълбоко равнище.

- Гръцки огън – Византийският историк Теофан Изповедник е първият, който споменава за този вид оръжие в съчинението си „Хронография“, известно и само под името Теофан (с добавеното към него т.нар. Продължител). Той казва, че през 673 г. Калиник от Хелиопол (известен и като Хелиник), гръцки механик, е дал на Византия рецепта за смес, която се е палела и разпалвала лесно и във всякаква среда и не се гасяла с друга течност, освен (предполагаемо) с оцет. До наши дни (XX – XXI век) този „напалм“ не е възпроизведен успешно.